# Combretum subumbellatum
Combretum subumbellatum är en tvåhjärtbladig växtart som först beskrevs av John Gilbert Baker, och fick sitt nu gällande namn av C.C.H. Jongkind. Combretum subumbellatum ingår i släktet Combretum och familjen Combretaceae. Inga underarter finns listade i Catalogue of Life.